# Bacurau (film)
Bacurau – brazylijski film fabularny z 2019 roku w reżyserii Klebera Mendonçy Filho i Juliano Dornellesa. W rolach głównych wystąpili w nim Sônia Braga, Udo Kier i Bárbara Colen. Film został nakręcony w Sertão do Seridó na pograniczu stanów Rio Grande do Norte i Paraíba w Regionie Północno-Wschodnim Brazylii. Obraz zdobył Nagrodę Jury na 72. MFF w Cannes.

## Opis
Film opowiada historię małej fikcyjnej osady Bacurau z brazylijskiego interioru. Po śmierci 94-letniej szanowanej Dony Carmelity mieszkańcy odkrywają, że ich miejscowość zniknęła z mapy. Wkrótce potem mieszkańcy tracą dostęp do wody pitnej i zasięg telefonii komórkowej. Osadę odwiedzają przybysze z zewnątrz, na niebie pojawiają się drony, dochodzi do serii tajemniczych zabójstw. Mieszkańcy dochodzą do wniosku, że zostali zaatakowani. Jednoczą się, aby odkryć, kim są napastnicy oraz zorganizować obronę.

## Obsada
- Sônia Braga jako Domingas
- Udo Kier jako Michael
- Bárbara Colen jako Teresa
- Thomas Aquino jako Pacote / Acacio
- Silvero Pereira jako Lunga
- Thardelly Lima jako Tony Jr.
- Rubens Santos jako Erivaldo
- Wilson Rabelo jako Plinio
- Carlos Francisco jako Damiano
- Luciana Souza jako Isa
- Karine Teles jako Cudzoziemiec
- Julia Marie Peterson jako Julia

## Nagrody
Źródło
| Rok  | Festiwal                                                | Nagroda                    | Wynik     |
| ---- | ------------------------------------------------------- | -------------------------- | --------- |
| 2019 | 72. MFF w Cannes                                        | Nagroda Jury               | Nagroda   |
| 2019 | 72. MFF w Cannes                                        | Złota Palma                | Nominacja |
| 2019 | 72. MFF w Cannes                                        | Queerowa Palma             | Nominacja |
| 2019 | MFF w Limie                                             | Najlepszy film             | Nominacja |
| 2019 | MFF w Monachium                                         | Najlepszy film zagraniczny | Nagroda   |
| 2019 | Neuchâtel International Fantastic Film Festival (NIFFF) | Najlepszy film             | Nominacja |
| 2019 | MFF w Sydney                                            | Najlepszy film             | Nominacja |